# 笹原恵
笹原 恵（ささはら めぐみ）は、日本の社会学者。静岡大学教授。専攻はジェンダー論。

## 略歴
- 東京女子大学卒業
- 明治学院大学大学院修士課程修了
- 東北大学大学院退学
- 静岡大学助教授
- 沼津市男女共生推進プラン推進委員会・委員長
- 袴田ネット事務局（袴田巌さんの再審を開始し無実を勝ち取る全国ネットワーク）
- 死刑廃止フォーラム・イン

## 共著
- 『講座社会学 14 ジェンダー』1999年
- 『安田さんを支援する会News 市民を守る弁護士を市民が守る 復刻合本1～20号』インパクト出版会、2002年
- 『死刑廃止2004　無実の死刑囚たち』2004年